# Arend Styke
Arend Styke (även Arnd Stuke, Arnt Stůke, Arnoldus Stůke, Arnoldus Stuke, Arnoldus Styke, Arnd Stuken, Arendt Styke) (känd 1394–1414) var en krigare av tysk härkomst och var på 1390-talet en av de främsta ledarna för vitaliebröderna.

## Biografi
Arend Styke lierade sig 1396 med Sven Sture och tog Visby till sin hembas. Sedan Gotland erövrats av Tyska orden 1398 blev Faxeholm i Hälsingland i stället hans bas. Han förlikades dock samma år med drottning Margareta och fick Nyköpings slott i förläning. Båda hans söner blev senare fogdar i Sverige.
Barn
1. Henrik Styke gift med Birgitta Bengtsdotter (Pipa)
2. Albrekt Styke (känd 1414–1434) gift med Adelheid (Alhecte) Grip [2]
3. Dottern Birgitta Arendsdotter (Styke) var gift med Bengt Gotskalksson (Ulv) och blev farmor till riksrådet Gotskalk Arendsson (Ulv).[3]